# Movimiento Quinta República
Movimiento Quinta República (MVR) (Femte-republiken-rörelsen) är ett socialistiskt parti i Venezuela som grundades av Hugo Chávez, Venezuelas nuvarande president 1997. Partiet ska under 2008 utlösas in i det nybildade vänsterpartiet Partido Socialista Unido de Venezuela som samlar fler mindre vänsterpartier som stöder Chávez.